# Speirops
Genre
Speirops est un genre qui n'est plus reconnu par la classification de référence du Congrès ornithologique international (version 2.9, 2011). Il comprenait quatre espèces de passereaux qui sont considérées aujourd'hui comme faisant partie du genre Zosterops, le genre type de la famille des Zosteropidae.

## Liste des espèces
Selon la classification de référence (version 2.8, 2011) du Congrès ornithologique international, ce genre comprenait, avant sa suppression, les espèces suivantes (ordre phylogénique) :
- Speirops brunneus – Zostérops de Fernando Po, renommé Zosterops brunneus
- Speirops leucophaeus – Zostérops de Principé, renommé Zosterops leucophaeus
- Speirops lugubris – Zostérops de Sao Tomé, renommé Zosterops lugubris
- Speirops melanocephalus – Zostérops du Cameroun, renommé Zosterops melanocephalus